# Мкртчян, Карлен Вардкесович
Карле́н Вардке́сович Мкртчя́н (арм. Կառլեն Վարդգեսի Մկրտչյան; 25 ноября 1988, Ереван) — армянский футболист, полузащитник.

## Биография
Воспитанник многократного чемпиона Армении — «Пюника». С 2007 года выступал за основной состав команды. С этого года начал привлекаться в состав молодёжной сборной Армении, за которую в 2008 году в домашнем матче забил свой первый мяч в ворота турецкой сборной. С 2008 года выступает в национальной сборной. Первый матч провёл 2 февраля в столице Мальты Валлетте против местной национальной сборной. Встреча закончилась со счётом 1:0 в пользу армянской команды. В чемпионате 2008 провёл все 28 игр, а также принял участие в золотом матче против ереванского «Арарата», в котором «Пюник» завоевал золотые медали.
10 января 2011 года было сообщено, что Мкртчян отправился на предсезонный сбор в Турцию с «Кубанью». Вместе с Мкртчяном на просмотр отправился Геворг Казарян. В контрольном матче против астанинского «Локомотива» Мкртчян получил повреждение, повлёкшее за собой операцию.
1 апреля 2011 года Мкртчяна заявил донецкий «Металлург», контракт был подписан на три года. По итогам голосований, проводимых на официальном сайте клуба, признавался лучшим игроком в октябре, ноябре и декабре 2011 года.
29 августа 2013 года перешёл в махачкалинский «Анжи». 8 ноября 2013 года забил единственный мяч в матче группового этапа Лиги Европы 2013/2014 против «Тромсё».
6 августа 2017 года перешёл в ереванский «Пюник» на правах свободного агента.

## Достижения

### Командные достижения
«Пюник»
- Чемпион Армении (4): 2007, 2008, 2009, 2010
- Обладатель Кубка Армении (2): 2009, 2010
- Финалист Кубка Армении (1): 2006[источник не указан 4786 дней]
- Обладатель Суперкубка Армении (3): 2007, 2008, 2010
- Финалист Суперкубка Армении (2): 2006, 2009

«Металлург» (Донецк)
- Финалист Кубка Украины (1): 2011/12
- Финалист Суперкубка Украины (1): 2012

### Личные достижения
- Футболист года в Армении: 2010
- Лучший игрок месяца в «Металлурге» (3): октябрь 2011, ноябрь 2011, декабрь 2011[источник не указан 2474 дня]
- Лучший легионер донецкого «Металлурга» в первой части сезона 2012—2013 гг.[15]
- Лучший легионер донецкого «Металлурга» 2012[16]

## Голы за сборную Армении
| # | Дата            | Место                   | Противник | Счёт | Результат | Соревнование                          |
| - | --------------- | ----------------------- | --------- | ---- | --------- | ------------------------------------- |
| 1 | 14 ноября 2012  | Республиканский, Ереван | Литва     | 2:0  | 4:2       | Товарищеский матч                     |
| 2 | 6 сентября 2013 | Eden Арена, Прага       | Чехия     | 0:1  | 1:2       | Чемпионат мира 2014 отборочный турнир |